# Svinica (Vysoké Tatry)
Svinica (polsky Świnica) je prvním významným vrcholem v hřebeni Vysokých Tater východně od Ľaliového sedla, které je odděluje od Západních Tater. Měří 2301 m a nachází se na hranici Polska a Slovenska. Svahy hory spadají do třech významných tatranských údolí: Dolina Gąsienicowa (Polsko), Dolina Pięciu Stawów Polskich (Polsko), Tichá dolina (Slovensko).

## Přístup
Je přístupná po turistických značkách z polské strany i ze slovenského Podbanského přes Suché sedlo (Kasprov vrch) a Ľaliové sedlo.

## Galerie

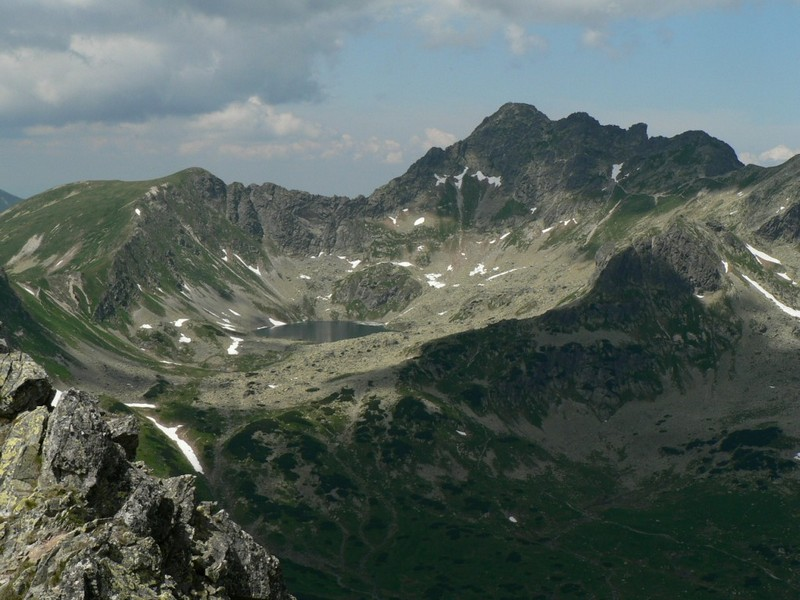
Svinica z vrcholu Hrubého štítu
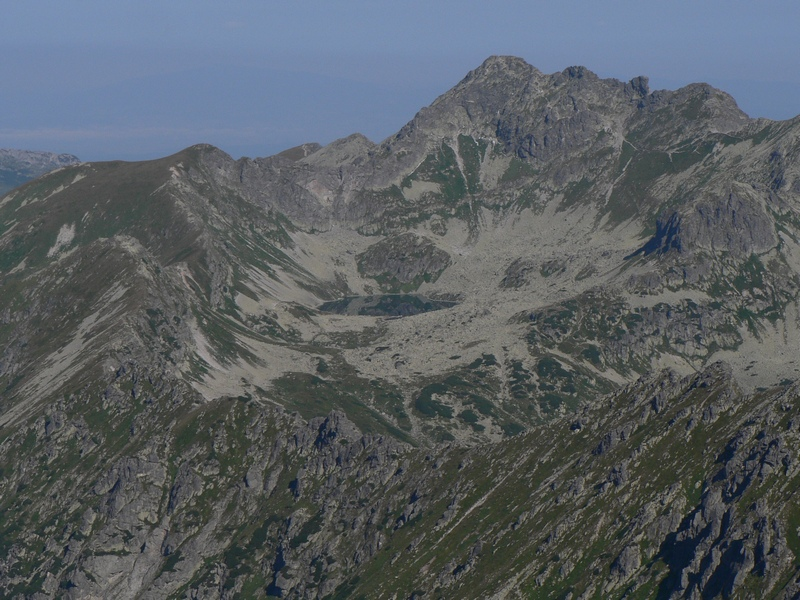
Svinica z vrcholu Koprovského štítu
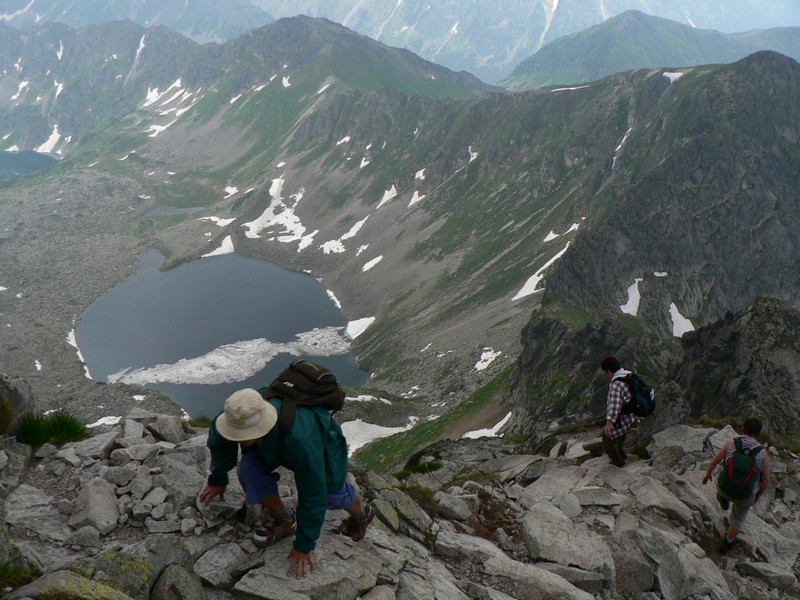
Pohled z vrcholu Svinice k jihovýchodu do údolí Dolina Pięciu Stawów Polskich